# 3814 Hoshi-no-mura
3814 Hoshi-no-mura è un asteroide della fascia principale. Scoperto nel 1981, presenta un'orbita caratterizzata da un semiasse maggiore pari a 3,1624118 au e da un'eccentricità di 0,1084773, inclinata di 1,55428° rispetto all'eclittica.
L'asteroide è dedicato all'omonimo istituto scolastico giapponese.